# Стрелецът от Чосон
„Стрелецът от Чосон“ (на корейски: 조선 총잡이, на английски: Gunman in Joseon) е южнокорейски телевизионен сериал от 2014 г.
Участват И Джун Ги, Нам Санг Ми, Чон Хе Бин, Хан Чо Уан и Ю О Сонг. Излъчва се по KBS2 от 25 юни до 4 септември 2014 г. в сряда и четвъртък от 21:55 ч. за 22 епизода.

## Сюжет
Историята започва през 1876 г., третата година от управлението на крал Годжонг. Това е време на големи катаклизми и бърза модернизация, с назряващ конфликт между двете водещи политически фракции, Сугу (консервативната) и Кехва (Просвещението). Тези от страната на Кехва подкрепят просветителската политика на Годжонг в това време на промяна. През деветнадесети век Чосон е известен като отшелническото кралство, желаещо да се изолира от чуждо влияние. В изминалите години успява да отхвърли западните предложения за отваряне на търговски линии, което довежда до военни сблъсъци с американски и френски сили. Въпреки че по-новата идеология препоръчва по-отворена политика, тя все още не е пуснала корени. Като допълнение към нарастващото напрежение, привържениците на Кехва и Годжонг започват, един по един, да стават жертва на мистериозна фигура, която използва чисто нов вид оръжие.
Пак Юн Канг (И Джун Ги) е син на последния велик майстор на меча от деветнадесети век в Чосон. Той води безгрижен живот, пие и флиртува в къщата на кисенгите. Подобно на баща си, самият Юн Канг е много опитен майстор на меча. След като баща му Джин Хан е фалшиво обявен за предател и убит от заговорници, семейството му също е наказано. По-малката му сестра е изпратена в робство, а Юн Канг е арестуван. Момичето, което той обича, Су Ин, му помага да избяга от ареста. Но докато е на лодка, бива прострелян, пада във водата и всички го смятат за мъртъв. За щастие, Юн Канг е спасен от група мъже, които се отправят към Япония.
Три години по-късно той се завръща в Чосон под ново име – Хасегава Ханджо, за да се впусне в своята мисия за отмъщение, като заменя меча си с произведена на Запад пушка.
Су Ин е смела и интелигентна благородничка, която живо се интересува от съвременните изобретения като фотоапарата. След „смъртта“ на Юн Канг тя живее с разбито сърце, изтощено от привидната безсмисленост да променя света към по-добро. Но при срещата си с Хасегава Ханджо, тя моментално разпознава в него Юн Канг, въпреки многократните му опити да отрече самоличността си. Чрез обратите на съдбата, които следват, Су Ин се развива в силна, твърда съвременна жена.

## Актьорски състав
- И Джун Ги – Пак Юн Канг / Хасегава Ханджо
- Нам Санг Ми – Чонг Су Ин
- Чон Хе Бин – Че Хе Уон
- Хан Чо Уан – Ким Хо Кьонг
- Ю О Сонг – Че Уон Шин
- Че Дже Сонг – Пак Джин Хан
- Че Джи На – съпругата на Пак Джин Хан
- Ким Хьон Су – Пак Йон Ха
- Че Чол Хо – Мун Ил До
- И Донг Хуи – Хан Чонг Хун
- Ум Хьо Суп – Чонг Хе Рьонг
- Ким Йе Рьонг – Лейди Ким
- Ан Джи Хьон – Чан И
- Че Чонг Уон – Ким Джа Йонг

## Продукция
И Джун Ги и Нам Санг Ми преди това са участвали заедно в сериала Времето на кучето и вълка (2007).
На въпроса какво е било да работи отново с нея, И Джун Ги отговаря: „Предишния път Нам Санг Ми беше като моя по-малка сестра и ми беше много трудно да се фокусирам върху романтичните сцени.“
Всички огнестрелни оръжия в драмата са реквизити и се използват само за заготовки за пожар. Използването на истински огнестрелни оръжия в киното е забранено в Корея. Пистолетите са взети назаем от Хонг Конг. Въпреки че са само реквизит, условията за използването им пак са много стриктни, защото технически се приемат за оръжия. Затова когато пистолетите не са в употреба, се държат в склада на местното полицейско управление и после се вземат обратно, когато снимките продължат.

## Награди и номинации
За ролята си в Стрелецът от Чосон И Джун Ги е номиниран в шест категории за годишните награди на KBS за 2014 г.
Печели наградата „Oтлични постижения за актьор в драма средна дължина“. А заедно с Нам Санг Ми са избрани за най-добра екранна двойка.
Нам Санг Ми печели същата награда като Джун Ги за актриса.
През следващата 2015 г. И Джун Ги печели в категорията „Изключителен актьор“ за ролята си в драмата на 10-те Международни награди за драма Сеул.